# Arco costituzionale
L'espressione arco costituzionale fu ideata e usata nel dibattito politico italiano degli anni sessanta e settanta per indicare i partiti politici italiani che avevano partecipato all'Assemblea Costituente ed erano stati protagonisti della redazione e dell'approvazione della Costituzione repubblicana del 1948. 
L'arco costituzionale includeva pertanto Democrazia Cristiana, Partito Comunista Italiano, Partito Socialista Italiano, Partito Socialista Democratico Italiano, Partito Liberale Italiano e Partito Repubblicano Italiano; quindi, tra i principali partiti dell'ultimo dopoguerra, restavano esclusi dall'arco costituzionale il Movimento Sociale Italiano (ancora non MSI-DN), che non ebbe parlamentari alla Costituente e non condivideva i valori dell'antifascismo contenuti nella Costituzione stessa, e il Partito Nazionale Monarchico, che insieme a partiti conservatori d'ispirazione monarchica sarebbe poi confluito nell'MSI.
Secondo Claudio Pavone l'arco costituzionale fu l'erede del sistema di governo del CLN, mantenendone per lungo tempo la struttura anche dopo l'estromissione delle sinistre dal governo nel 1947; la concezione dell'arco costituzionale fu anche uno dei punti di appoggio usati come motivazione, durante gli anni di piombo, dai quei politici che chiedevano un governo di unità nazionale, che includesse quindi il PCI a pieno titolo nella guida del paese. Altri partiti, con significativo seguito popolare, che non fecero parte dell'arco costituzionale  e inseriti nel dibattito parlamentare del periodo citato  furono: Fronte dell'Uomo Qualunque, Partito Radicale e Democrazia Proletaria.
L'arco costituzionale ebbe l'effetto di creare una asimmetria tra le maggiori forze di opposizione di sinistra (PCI, incluse nell'arco costituzionale) e le maggiori forze di opposizione di destra (MSI, escluse dallo stesso) rispetto ai governi della Prima Repubblica, che fino alla fine degli anni settanta erano imperniati sulla DC. Infatti, osserva F. Raniolo, il PCI, nonostante fosse permanentemente all'opposizione dal 1947, era una componente attiva del processo di policy making sia a livello nazionale (in particolare durante le fasi legislative parlamentari che nelle commissioni parlamentari) che negli ambiti amministrativi locali, quali governi delle regioni, province; viceversa l'MSI più o meno ovunque era confinato ai margini della vita politica attiva.
Uno degli ultimi atti di espressione politica dell'arco costituzionale fu l'elezione a presidente della repubblica di Sandro Pertini, eletto l'8 luglio 1978 con il supporto di tutto l'arco, ricevendo la più ampia maggioranza nella votazione presidenziale nella storia italiana. La politica dell'arco costituzionale venne messa in discussione, durante la VII legislatura (1976-1979) dal partito socialista, guidato da Bettino Craxi suo nuovo segretario, che iniziò a introdurre nel discorso politico la richiesta di riforme costituzionali, ipotesi fino a quel tempo sempre fermamente rigettata da ogni partito dell'arco, e fu generalmente considerata conclusa quando Craxi, durante il periodo nel quale ricopriva la carica di presidente del consiglio, si pronunciò a favore di un'ipotetica possibilità per il MSI di entrare in una coalizione di governo: in segno di distensione offrì al partito la presidenza della Giunta delle elezioni alla Camera, ma per vedere uomini del MSI al governo bisognerà aspettare il 1994, con questo partito già in piena fase di transizione verso AN.